# Deno
Deno és un sistema en temps d'execució per a Javascript i TypeScript, on està basat en el motor de JavaScript V8 i en el llenguatge de programació Rust. Creat per Ryan Dahl, creador original de NODE.JS, i està centrat en la seguretat i productivitat. Va ser anunciat per Dahl en 2018 durant la seva xerrada "Coses de les quals em penedeixo sobre NODE.JS". Deno Explícitament pren la funció de tots dos runtime i el sistema de paquets dins d'un mateix executable, en comptes de requerir un programa per a l'administració de paquets per separat.

## Història
Deno va ser anunciat en JSConf UE 2018 per Ryan Dahl en la seva xerrada "10 coses que m'alteren sobre NODE.JS". En la seva xerrada, Ryan va esmentar els seus remordiments sobre les decisions de disseny inicials amb NODE.JS, centrant la seva elecció per no utilitzar promeses en el disseny de l'API, ús de sistema de construcció antiquat GYP, node_modules i package.json
Finalment va presentar el prototip de Deno, buscant fer les crides al sistema a través de pas de missatges amb eines de serialització com ara Protocol Buffers, i proporcionar banderes de línia d'ordres per a control d'accés.
Deno va ser inicialment escrit en Go i utilitzat Protocol_Buffers per serialització entre els costats privilegiats (Go, amb accés de trucada de sistema) i no-privilegiat (V8). Així i tot, Go va ser aviat reemplaçat per Rust a causa de preocupacions per double runtime i la memòria brossa. Tokio és introduït en lloc de libuv com la plataforma conduïda per esdeveniments (event drive) asíncrona, i s'adopta FlatBuffers per a una serialització i des-serialització més ràpida "Zero Copy" però més tard a l'agost 2019, FlatBuffers era finalment tret després publicats els benchmarks que intervenen una significativa sobrecàrrega de la serialització a l'abril el 2019.
Una l'estil de la biblioteca estàndard de Go, va ser creada al novembre 2018 per proporcionar una extensa quantitat d'utilitats i eines, parcialment solucionant el problema de NODE.JS de l'explosió de l'arbre de dependències.
El Deno 1.0 oficial va ser alliberat el 13 de maig de 2020.

## Visió general
Deno busca ser un entorn de scripting productiu i segur per al programador modern. Similar a NODE.JS, Deno emfatitza en arquitectura manejada per esdeveniments, proveint un conjunt d'utilitats d'entrada sortida IO no bloquejant més de les seves versions bloquejant. Deno pot ser usat per crear servidors web, dur a terme computació científica, etc.

### Comparació amb NODE.JS
Deno I NODE.JS és tots dos un runtime, basat en el motor de JavaScript v8 de Google, el mateix motor utilitzat en Google Chrome. Tots dos tenen bucles d'esdeveniments i ofereixan una interfície de linia de comandament per córrer scripts i més una àmplia gamma d'utilitats de sistema.
Les diferències de Deno amb Node.js als següents aspectes:
- Fa servir el mòdul ES com el sistema de mòdul per omissió, en comptes de CommonJS.
- Utilitza URLs per carregar dependències locals o remotes, similar als navegadors.
- Inclou un gestor de paquets intern per a la baixada de recursos, sense necessitat de NPM.
- Suporta TypeScript nativament usant un compilador TypeScript capturat (snapshotted TypeScript Compiler).
- Té una millor compatibilitat amb navegadors amb una àmplia gamma d'API Web.
- Permet controlar el sistema de fitxers i l'accés de xarxa per córrer codi en entorn de proves (Sandbox).
- Redefinició de l'API per utilitzar promeses, ES6 i característiques TypeScript.
- Minimitza la mida de l'API bàsica, mentre proporciona una biblioteca estàndard gran sense dependències externes.
- Utilitza canals per al pas de missatges per invocar APIs de sistema amb privilegi i utilitzar lligadures.

## Exemple
La següent executa un script bàsic de Deno sense cap permís de lectura/escriptura/xarxa (mode sandbox):
```
deno
 
run
 
main.ts

```

Banderes explícites són requerides per exposar permís corresponent:
```
deno
 
run
 
--allow-read
 
--allow-net
 
main.ts

```

Per inspeccionar l'arbre de dependència de l'script, utilitzeu la subcomanda info:
```
deno
 
info
 
main.ts

```

Un programari Hola món bàsic a Deno s'assembla, és una cosa així:
```
console
.
log
(
"Hola món"
);

```

Deno proporciona un espai de nom global per a la majoria de les APIs de deno que no estan disponibles en el navegador. Un programa Cat de Unix podria ser implementat com segueix:
```
/* cat.ts */

/* Deno APIs are exposed through the `Deno` namespace. */

const
 
{
 
stdout
,
 
open
,
 
copy
,
 
args
 
}
 
=
 
Deno
;

// Top-level await is supported

for
 
(
let
 
i
 
=
 
0
;
 
i
 
<
 
args
.
length
;
 
i
++
)
 
{

 
const
 
filename
 
=
 
args
[
i
];
 
// Obtains command-line arguments.

 
const
 
file
 
=
 
await
 
open
(
filename
);
 
// Opens the corresponding file for reading.

 
await
 
copy
(
stdout
,
 
file
);
 
// Performs a zero-copy asynchronous copy from `file` to `stdout`.

}

```

La funció Deno.copy de dalt treballa de manera similar com les IO de.Copy, on stdout (sortida estàndard) és el Writer i file és el Reader.

Per córrer aquest programa, necessitem proporcionar el permís de lectura del sistema de fitxers:
```
deno
 
run
 
--allow-read
 
cat.ts
 
myfile

```

El següent script Deno implementa un servidor HTTP bàsic:
```
// Imports `serve` from the remote Deno standard library, using URL.

import
 
{
 
serve
 
}
 
from
 
"https://deno.land/std@v0.21.0/http/server.ts"
;

// `serve` function returns an asynchronous iterator, yielding a stream of requests

for
 
await
 
(
const
 
req
 
of
 
serve
({
 
port
:
 
8000
 
}))
 
{

 
req
.
respond
({
 
body
:
 
"Hello World\n"
 
});

}

```

Quan corrent aquest programa, Deno automàticament descàrrega i cau els fitxers de biblioteca estàndards remots i compilar el codi.
De manera semblant, podem córrer un guió de biblioteca estàndard (com un servidor de fitxers) directament sense explícitament descarregant, per proporcionar l'URL quan entrada filename (-Unes voltes sobre tots els permisos):
```
$ 
deno
 
run
 
-A
 
https://deno.land/std/http/file_server.ts

Download https://deno.land/std/http/file_server.ts

Compile https://deno.land/std/http/file_server.ts

...

HTTP server listening on http://0.0.0.0:4500/

```